# Лемма Морса
Лемма Морса — утверждение, описывающее поведение гладкой или аналитической вещественной функции в окрестности невырожденной критической точки. Один из простых, но важнейших результатов теории Морса; названа по имени разработчика теории и установившего данный результат в 1925 году американского математика Марстона Морса.

## Формулировка
Пусть {\displaystyle f:\mathbb {R} ^{n}\to \mathbb {R} } — функция класса {\displaystyle C^{r+2}}, где {\displaystyle r\geq 1} — целое число или {\displaystyle \infty }, имеющая точку {\displaystyle 0\in \mathbb {R} ^{n}} своей невырожденной критической точкой, то есть в этой точке дифференциал {\displaystyle {\frac {\partial f}{\partial x}}} обращается в нуль, а гессиан {\displaystyle {\Bigl |}{\frac {\partial ^{2}f}{\partial x^{2}}}{\Bigr |}} отличен от нуля. Тогда в некоторой окрестности {\displaystyle U} точки {\displaystyle 0} существует такая система {\displaystyle C^{r}}-гладких локальных координат (карта) {\displaystyle (x_{1},x_{2},\ldots ,x_{n})} с началом в точке {\displaystyle 0}, что для всех {\displaystyle x\in U} имеет место равенство
{\displaystyle f(x)=f(0)-x_{1}^{2}-\dots -x_{k}^{2}+x_{k+1}^{2}+\dots +x_{n}^{2}}.
Определение. Число {\displaystyle k}, определяемое сигнатурой квадратичной части ростка {\displaystyle f} в точке {\displaystyle 0}, называется индексом критической точки {\displaystyle 0} данной функции — частный случай общего понятия индекс Морса.
Замечание. В приведенной выше формулировке можно понизить гладкость функции {\displaystyle f}. Именно, то же утверждение останется верным, если вместо {\displaystyle f\in C^{r+2}} потребовать {\displaystyle f\in C^{r+1}}.

## Вариации и обобщения

### Теорема Тужрона
В окрестности критической точки {\displaystyle 0} конечной кратности {\displaystyle \mu } существует система координат, в которой гладкая функция {\displaystyle f(x)} имеет вид многочлена {\displaystyle P_{\mu +1}(x)} степени {\displaystyle \mu +1} (в качестве {\displaystyle P_{\mu +1}(x)} можно взять многочлен Тейлора функции {\displaystyle f(x)} в точке {\displaystyle 0} в исходных координатах). В случае невырожденной критической точки кратность {\displaystyle \mu =1}, и теорема Тужрона превращается в лемму Морса.

### Лемма Морса с параметрами
Пусть {\displaystyle f(x_{1},\ldots ,x_{n},y_{1},\ldots ,y_{m}):\mathbb {R} ^{n+m}\to \mathbb {R} } — гладкая функция, имеющая начало координат {\displaystyle 0} своей критической точкой, невырожденной по переменным {\displaystyle x_{1},\ldots ,x_{n}}. Тогда в окрестности точки {\displaystyle 0} существуют гладкие координаты, в которых
{\displaystyle f(x,y)=\alpha _{1}x_{1}^{2}+\cdots +\alpha _{n}x_{n}^{2}\,+\,f_{0}(y_{1},\ldots ,y_{m}),\quad \alpha _{i}=\pm 1,}
где {\displaystyle f_{0}} — некоторая гладкая функция.
Это утверждение позволяет свести исследование особенности (критической точки) функции от {\displaystyle n+m} переменных к исследованию особенности функции от меньшего числа переменных (а именно, от числа переменных, равного корангу гессиана исходной функции).
Доказательство этого утверждения может быть проведено индукцией по n с использованием леммы Адамара  или другим способом.

## О доказательствах
Обычно доказывается прямым построением диффеоморфизма.
Более концептуальное доказательство использует трюк Мозера.